# إد رولينز
إد رولينز (بالإنجليزية: Ed Rollins) هو مستشار سياسي أمريكي، ولد في 19 مارس 1943 في بوسطن في الولايات المتحدة.

## وصلات خارجية
- إد رولينز على موقع إن إن دي بي (الإنجليزية)